# 松殿基房
藤原基房（1145年—1231年2月1日），日本平安時代晚期的藤原北家公卿。歷任內大臣、右大臣、左大臣，最終官至從一位攝政關白太政大臣，出家後法名善觀。其稱號有松殿、菩提院、中山等，是松殿家的始祖，一般以松殿基房稱呼他。

## 生平簡介
基房為關白藤原忠通的次男。其兄長近衛基實於1166年去世，基實子基通年幼，因而基房有機會接替兄長成為藤原氏的領袖。然而當時基實的岳父平清盛則將基實原先之莊園資產，多留給基通，基房所得有限。此外清盛孫資盛，某次遇基房（時為攝政）而不下車致意，因而遭受到基房的隨從羞辱；清盛聽聞此事大怒，待基房出外時，命人打壞其車，並斷其侍從髮髻，以為報復，此即殿下乘合事件。因此基房與清盛有嫌隙。
1179年，基房與後白河法皇聯合，將清盛請求授與近衛基通的權中納言一職，授與基房子師家；清盛子重盛去世，基房又與法皇圖謀收回重盛領地越前，因此觸怒了清盛。清盛率兵從福原入京，罷免基房及其他反平家的貴族，貶基房為大宰權帥，預備流放大宰府，並且幽禁法皇於鳥羽殿，是為治承三年政變。稍後基房出家，因之流放地改為備前。次年（1180年）基房返回京都。
清盛死後，平家勢力迅速消落。1183年木曾義仲進入京都，強娶基房女伊子；基房亦透過這層關係利用義仲，讓12歲的兒子師家成為攝政內大臣。然而木曾義仲後來迅速敗亡，師家也被解除官位。自此後基房淡出主要的政治舞台。

## 系譜
- 父：藤原忠通
- 母：源俊子 - 源國信之女
- 正室：藤原公教之女
  - 男子：藤原隆忠（1163-1245）
- 妻：藤原公教之女（隆忠母之妹）
  - 男子：藤原家房（1167-1196）
- 妻：藤原忠子（藤原忠雅之女）
  - 男子：松殿師家（1172-1238）
  - 女子：藤原壽子 - 藤原良經妻
- 妻：堀川局（藤原行雅之女）
  - 男子：松殿忠房（1193-?）
- 妻：藤原公保之女
  - 男子：兼寛
- 妻：民部大輔家實（姓不明）之女（家女房） 
  - 男子：仁慶（1175-1229）
- 妻：二條院典侍督局
  - 男子：道弘
- 生母不明：
  - 男子：聖尊
  - 男子：尊譽
  - 男子：尊澄
  - 男子：良觀
  - 男子：實尊
  - 男子：承圓
  - 男子：行意
  - 男子：最守
  - 女子：藤原伊子 - 源義仲側室、後為源通親側室、道元之生母
  - 女子：一條高能妻
  - 女子：八條院女房西御方 - 藤原公明妻